# Theta Ophiuchi
Theta Ophiuchi (θ Oph) – gwiazda w gwiazdozbiorze Wężownika, znajdująca się w odległości około 106 lat świetlnych od Słońca.

## Nazwa
Gwiazda nie ma obecnie używanej nazwy własnej. Dla Babilończyków wskazywała ona 25. konstelację ekliptyczną, o nazwie Kash-shud Sha‑ka-tar‑pa. W Sogdianie wraz z sąsiednią Ksi Ophiuchi była znana jako Wajrik, „magik”, w Chorezmie jako Markhashik, „ukąszony przez węża”. Koptyjskie nazwy Tshiō, „wąż” i Aggia, „magik” odnosiły się do asteryzmu tworzonego przez Theta, Ksi i Eta Ophiuchi, podobnie jak perska nazwa Garafsa.

## Charakterystyka
Jest to błękitny podolbrzym należący do typu widmowego B2. Jest to gorąca gwiazda, o temperaturze 22 500 K, o 11,5 tysiąca razy większej od Słońca jasności i 7,3 razy większym promieniu. Masa gwiazdy jest równa około 9–10 mas Słońca. Mając tak dużą masę, zaczęła zmieniać się w czerwonego olbrzyma, choć istnieje od zaledwie 25 milionów lat. Jest to gwiazda zmienna typu Beta Cephei, pulsująca z wieloma okresami, z których główny zmienia jej jasność o 0,04m co około 3 godziny 22 minuty. Nie jest pewne, czy wybuchnie jako supernowa, czy zakończy życie spokojniej, jako masywny biały karzeł.
Obserwacje podczas zakrycia gwiazdy przez Księżyc ujawniły jej towarzysza, który w trakcie tego zjawiska był oddalony zaledwie o 0,03 milisekundy kątowej (0,005 au), słabszego o 2m – prawdopodobnie również gwiazdę typu B, o masie około 7 M☉. Na podstawie innych obserwacji wiadomo było, że Theta Ophiuchi to gwiazda spektroskopowo podwójna, której składniki okrążają wspólny środek masy co 11,44 doby. Zaobserwowany obiekt może być tym samym co wykryty spektroskopowo – gwiazdy poruszają się po orbitach wokół środka masy – a średnio dzieliłoby je około 0,25 au. W tym układzie gwiezdnym może także znajdować się więcej składników.
Niedaleko tej gwiazdy znajduje się Mgławica Fajka. Także w jej pobliżu w 1604 roku asystent Keplera, Jan Brunowski zaobserwował supernową, którą Kepler później opisał.